# Храм Успения Богородицы в Казачьей слободе

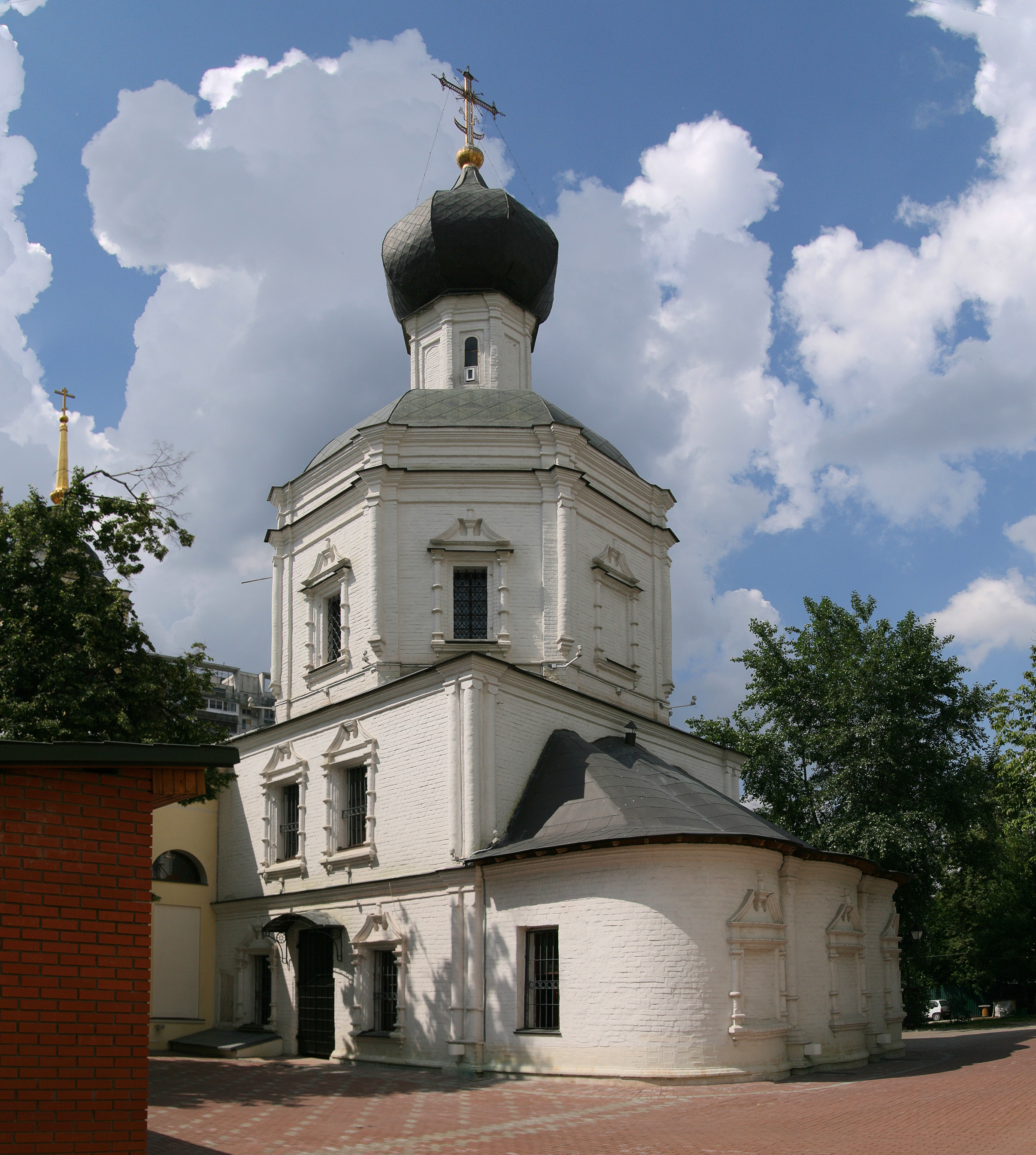
Наиболее древняя часть церкви

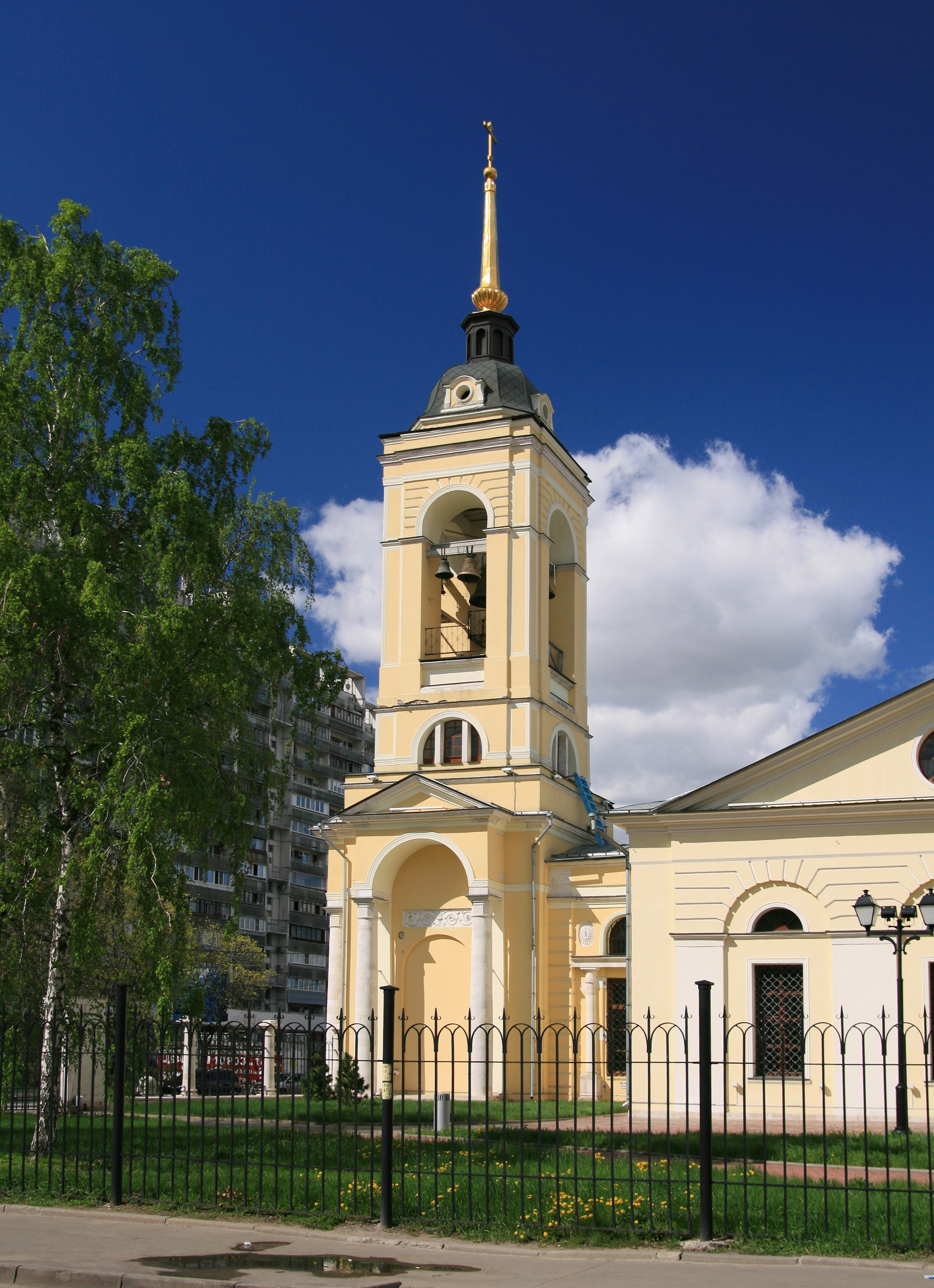
Колокольня церкви

Храм Успения Пресвятой Богородицы в Казачьей слободе — приходской храм Москворецкого благочиния Московской городской епархии Русской православной церкви. Находится по адресу улица Большая Полянка, дом 37.

## История
На месте нынешней церкви в XVI веке стояла деревянная церковь Флора и Лавра, бывшая центром Коломенской Ямской слободы. В конце XVI века Ямская слобода была переведена на Зацепу, где была построена новая одноимённая церковь. В московских летописях 1642 года встречается упоминание церкви «Успения Пресвятой Богородицы да мучеников Флора и Лавра, что в старой Коломенской Ямской слободе». В 1657 году та же церковь упомянута под другим названием — «Церковь Пречистой Богородицы Успения, что в Казачьей слободе за Москвою-рекою». По-видимому, в это время церковь не функционировала, так как «стоит без пения». Церковь восстановлена в 1662 году как Успенский храм в Казачьей слободе.
Одноглавый каменный храм Успения Пресвятой Богородицы в Казачьей слободе был построен в 1695—1697 годах на средства стольника В. Ф. Полтева. В 1723 году церковь «обновлялась». В 1768 году стараниями Г. Нестерова у церкви появился придел Седмиезерной иконы Божией Матери, в 1797—1798 годах церковь приобрела современный вид: появились трапезная с двумя приделами (Седмиезерским и иконы Божьей Матери «Утоли Моя Печали») и новая колокольня, выполненные в стиле классицизма. Это строительство было осуществлено на средства вдовы генерал-майора П. И. Поздняковой.
Во время пожара 1812 года выгорело всё внутреннее убранство храма, но уже в 1818 году храм был восстановлен церковным старостой Никитой Игнатьевичем Карпышевым. В 1869—1872 годах на средства прихожан и церковного старосты Д. П. Рогаткина была произведена отделка храма, при которой классицистический облик трапезной и колокольни были несколько искажены.
В 1922 году церковь была закрыта и осквернена: в ней разместились архив и типография. Из храма были изъяты церковные украшения и утварь. Была снесена главка храма, разрушены верх колокольни и дом причта.
В 1970—1980 годах была выполнена реставрация храма. В конце 1990 года церковь была возвращена Русской православной церкви, и в 1994 году были возобновлены богослужения.

## Архитектура
Одноглавый храм конца XVII века типа восьмерик на четверике выполнен в стиле московского барокко. С востока к церкви примыкает трёхчастная апсида, фасад украшен обычным для того времени декором в виде полуколонок, несложно профилированных карнизов и наличниками с полуколоннами, завершёнными выгнутыми разорванными фронтонами. Декор был восстановлен при реставрации церкви.
Трапезная и колокольня выполнены в стиле классицизма. С южной и северной сторон трапезная украшена фронтонами, её объём с приделами выглядит несколько массивным по отношению к зданию церкви.
С западной стороны к трапезной примыкает притвор и небольшая двухъярусная колокольня. Её нижний ярус украшен двухколонными портиками, а в верхнем ярусе использованы пилястры тосканского ордера. Колокольня завершается шпилем, восстановленным в постсоветский период.
Интерьер церкви искажён более поздними перегородками и перекрытиями. Вокруг храма фрагментарно сохранилась ограда конца XVIII века.

## Настоятели
- Протоиерей Михаил Васильев (1990—2020[2])
- Иерей Алексий Дьяченко (07.07.2020 — н.в.)[3]

## Духовенство
- Настоятель храма (и. о.) — иерей Алексий Дьяченко
- штатный клирик — протоиерей Владимир Гавриков[4]